# Ceel Huur
Ceel Huur é uma vila da Somália, situada na região de Mudug, ao sul da cidade de Hobyo, Somália. Atualmente pertence a Galmudug, um estado auto-proclamado autônomo em 14 de agosto de 2006. Está localizada nas coordenadas 5° 4' 10" Norte e 48° 16' 9" Leste e sua altitude é de 116 metros.